# Sofia Dorotea di Hannover
Sofia Dorotea di Hannover (Hannover, 16 marzo 1687 – Berlino, 28 giugno 1757) è stata regina in Prussia come moglie di Federico Guglielmo I.
Al momento della nascita di Sofia, suo padre era semplicemente il figlio di un principe tedesco, Ernesto Augusto, duca di Brunswick-Lüneburg. Fu solo nel 1701 che l'Act of Settlement lo pose, tramite sua madre, in linea di successione al trono di Gran Bretagna. Sofia aveva ventisette anni ed era già diventata regina di Prussia e madre di molti figli, quando suo padre divenne re Giorgio I di Gran Bretagna nel 1714.

## Biografia
Era l'unica figlia di Giorgio di Hannover, e di sua moglie, Sofia Dorotea di Celle. Il matrimonio dei suoi genitori fu tutt'altro che felice e, dopo il divorzio dei genitori, avvenuto nel 1694, Sofia e il fratello maggiore Giorgio, futuro re Giorgio II del Regno Unito, furono separati dalla madre, che non rividero mai più. Crebbero sotto la supervisione della nonna paterna, Sofia, ed educata dalla sua insegnante ugonotta Madame de Sacetot. 

## Matrimonio
Sofia Dorotea sposò suo cugino (figlio della sorella di suo padre), il principe ereditario Federico Guglielmo di Prussia (1688–1740), erede al trono prussiano, il 28 novembre 1706. Si conoscevano fin dall'infanzia, quando Federico Guglielmo soggiornava per qualche tempo ad Hannover.
Quando si iniziò a pensare ad un matrimonio per Federico Guglielmo, gli furono date due alternative: la principessa Ulrica Eleonora di Svezia o Sofia Dorotea di Hannover. Suo padre preferiva un'unione con la Svezia, e così l'ufficiale Albrecht Konrad Finck von Finckenstein fu inviato a Stoccolma con il pretesto di una sistemazione delle controversie riguardanti la Pomerania, ma in realtà per osservare la principessa prima di avviare trattative formali: Federico Guglielmo, tuttavia, preferì Sofia Dorotea e incaricò con successo Finck di fare un rapporto così deterrente su Ulrica Eleonora a suo padre che avrebbe incontrato meno opposizione quando avesse informato suo padre della sua scelta. Un'alleanza matrimoniale tra la Prussia e l'Hannover fu considerata una scelta non controversa da entrambe le corti e le trattative furono condotte rapidamente. Affinché Sofia Dorotea potesse fare la migliore impressione possibile a Berlino, sua nonna, l'elettrice Sofia, incaricò sua nipote Elisabetta Carlotta, principessa del Palatinato, di procurarle il corredo a Parigi. Il suo armamentario nuziale attirò grande attenzione e venne definita la più grande principessa tedesca mai vista fino ad allora.
Il matrimonio per procura ebbe luogo ad Hannover il 28 novembre 1706, e lei arrivò a Berlino il 27 novembre, dove fu accolta dallo sposo e dalla sua famiglia fuori dalle porte della città e prima di fare il suo ingresso nella capitale. Seguirono poi un secondo matrimonio e sei settimane di banchetti e balli.
Dal loro matrimonio nacquero quattordici figli:
- Federico Ludovico (1707–1708);
- Guglielmina (1709–1758), sposò Federico di Brandeburgo-Bayreuth;
- Federico Guglielmo (1710-1711);
- Federico II di Prussia (1712–1786);
- Carlotta Albertina (1713-1714);
- Federica Luisa (1714–1784), sposò Carlo Guglielmo Federico di Brandeburgo-Ansbach;
- Filippina Carlotta (1716–1801), sposò Carlo I di Brunswick-Wolfenbüttel;
- Carlo (1717-1719);
- Sofia Dorotea (1719–1765), sposò il Margravio Federico Guglielmo di Brandeburgo-Schwedt;
- Luisa Ulrica (1720–1782), sposò Adolfo Federico di Svezia;
- Augusto Guglielmo (1722–1758);
- Anna Amalia (1723–1787), badessa di Quedlinburg
- Enrico (1726–1802);
- Augusto Ferdinando (1730–1813).

### Principessa ereditaria
Sofia Dorotea era descritta come un persona alta, con una bella figura snella, aggraziata e dignitosa con grandi occhi azzurri. Sebbene non fosse considerata strettamente bella, era considerata piuttosto attraente al momento del suo matrimonio. Federico Guglielmo la chiamava spesso "Fiekchen".
Sofia Dorotea e Federico Guglielmo differivano l'uno dall'altro sotto ogni aspetto e il matrimonio ne soffrì. Sofia Dorotea era interessata all'arte, alla scienza, alla letteratura e alla moda, mentre Federico Guglielmo era descritto come un militare rozzo, ignorante e spartano dai modi. Sebbene non le sia mai stato infedele, non è riuscito a conquistare il suo affetto. Una delle differenze più importanti tra loro era che Sofia Dorotea, a differenza di suo marito, amava l'intrattenimento, qualcosa che lui considerava frivolo. Federico Guglielmo pensò di divorziare da lei lo stesso anno in cui si sposarono e, a giudicare dalle sue lettere, la accusò di non voler essere sposata con lui. 
La nascita del suo primogenito, Federico Luigi, nel 1707 fu celebrata molto in Prussia, e Sofia Dorotea chiese con successo al re di liberare il ministro Eberhard von Danckelmann. Nel 1708, dopo la morte del suo primogenito, i medici dichiararono che Sofia Dorotea non avrebbe più potuto avere altri figli, il che spinse il suocero a risposarsi. Tuttavia, negli anni successivi diede alla luce diversi figli.

## Regina di Prussia
Nel 1713 morì suo suocero e gli successe suo marito come Federico Guglielmo I, che la rese regina di Prussia. Viveva con il marito e la famiglia nel Palazzo di Berlino e doveva anche prendere parte ai soggiorni estivi al Palazzo della Città di Potsdam e ai frequenti soggiorni di caccia nel casino di caccia del marito a Königs Wusterhausen, ma si rifugiava tutte le volte che voleva nel Palazzo Monbijou, un piccolo palazzo di piacere sulle rive della Sprea a Berlino, che suo suocero le regalò nel 1712. A poco a poco trasferì interamente lì la sua corte e vi visse fino alla fine della sua vita.
Al momento dell'ascesa al trono di suo marito, la Prussia era in guerra con la Svezia e Sofia Dorotea accompagnò Federico Guglielmo durante la campagna del 1715. Durante la guerra, il re lasciò istruzioni ai suoi ministri di consultarla e di non intraprendere alcuna azione senza la sua approvazione in caso di emergenza. Nel 1717, ospitò Pietro il Grande in visita a Berlino nel suo palazzo Monbijou, secondo la richiesta del re, che di conseguenza fu vandalizzato. 
La regina Sofia Dorotea era ammirata per i suoi modi gentili e soprannominata "Olimpia" per il suo portamento regale, ma segnata dal vaiolo e dal sovrappeso. Era conosciuta come estremamente altezzosa, orgogliosa e ambiziosa, ma Federico Guglielmo detestava molto la sua interferenza in politica, poiché era convinto che le donne dovessero essere tenute solo per riprodursi e mantenute sottomesse poiché altrimenti avrebbero dominato i loro mariti. Il re era noto per la sua parsimonia e antipatia per l'ozio a tal punto che picchiava le persone per strada così come a palazzo se le considerava pigre. La regina e i suoi figli erano terrorizzati e picchiati da Federico Guglielmo, che pare soffrisse di porfiria
Federico Guglielmo considerava frivoli i suoi interessi per il teatro, la danza, i gioielli e la musica e si risentiva di qualsiasi segno che lei vivesse una vita indipendente dalla sua autorità: non gli piaceva particolarmente il suo interesse per il gioco d'azzardo. In un'occasione, la regina colse l'occasione che il re era malato per ospitare un ballo a Monbijou con danze e musica, e dove lei stessa giocò d'azzardo indossando la sua parure di diamanti. Quando il re arrivò all'improvviso, la danza e la musica si fermarono immediatamente e la regina tolse i suoi gioielli e li nascose in tasca. I suoi modi nei suoi confronti furono descritti come rudi e così notati che quando mostrò il contrario, fu visto come una sorpresa. Alla morte della madre nel 1726, Sofia Dorotea ereditò una somma pari a tre milioni, dopo di che attirò l'attenzione il fatto che Federico Guglielmo la trattò improvvisamente molto bene: l'ambasciatore imperiale riferì che questo era semplicemente perché voleva i suoi soldi, e poiché lei non li aveva mai ricevuti (poiché suo fratello si rifiutò di versare la somma), Federico Guglielmo riprese i suoi soliti modi nei suoi confronti. Da parte sua, Sofia Dorotea non aveva un'alta opinione dell'interesse o dell'abilità militare del re, e in un'occasione, quando parlò in modo sprezzante dei comandanti inglesi, ribatté: "Senza dubbio devono voler darti il comando del loro esercito."
Sofia Dorotea aveva un rapporto molto stretto con il figlio maggiore, il principe ereditario Federico, che fu trattato duramente da suo padre, che lo percepiva come effeminato.
Nel Monbijou era situata anche la sua biblioteca segreta, dove il principe ereditario discusse entusiasticamente di filosofia con la madre e poté dedicarsi ad interessi che tanto dispiacevano al padre. Sofia Dorotea era a conoscenza del progetto di fuga del figlio nel 1730, tentativo messo in atto infruttuosamente, e ricevette sue lettere dalla Fortezza di Küstrin.
Federico adorava grandemente la madre, al punto tale che, subito dopo la sua ascesa al trono, decise che Sofia Dorotea dovesse ottenere lo status non di Regina Vedova ma di Regina Madre e dovesse precedere, quale prima dama della Corte Prussiana, la sua stessa moglie Elisabetta Cristina.

## Morte
Rimasta vedova nel 1740, Sofia morì all'età di settant'anni. Il Re fu duramente colpito dalla morte della madre. Egli, che poco tempo prima aveva perso la Battaglia di Kolín, scrisse alla sorella Amalia: "Cara sorella, in un momento sono stato colpito da ogni sorta di avversità. Forse il cielo ha richiamato a sé la nostra cara madre, così che lei non veda la sfortuna della nostra casata..."

## Personalità
Dalla descrizione fattane dalla figlia Guglielmina, ella non aveva un bel volto, essendo questo cosparso di cicatrici lasciatele dal vaiolo, ma aveva mantenuto un bell'aspetto, nonostante le numerose gravidanze. Ma in realtà ella a partire dai 36 anni era molto corpulenta, al punto da non percepire segni del suo bambino, durante la sua dodicesima gravidanza.
Interessata all'arte ed alla scienza e dotata di numerose ambizioni mondane, era dotata di grande orgoglio. Secondo Guglielmina, la madre fu sempre tratta ingiustamente dal padre, poiché egli riteneva, secondo quanto riferisce la figlia, che le mogli dovevano essere tenute in riga, dato che altrimenti sarebbero stati i loro sposi a danzare intorno al loro naso.

## Ascendenza
|                                         |                               |                                            | Genitori                        |  |  | Nonni |  |  | Bisnonni                      |  |  | Trisnonni                                  |  |
|                                         |                               |                                            |                                 |  |  |       |  |  | Giorgio di Brunswick-Lüneburg |  |  | Guglielmo il Giovane di Brunswick-Lüneburg |  |
|                                         |                               |                                            |                                 |  |  |       |  |  | Giorgio di Brunswick-Lüneburg |  |  | Guglielmo il Giovane di Brunswick-Lüneburg |  |
|                                         |                               | Dorothea di Danimarca                      |                                 |  |  |       |  |  | Giorgio di Brunswick-Lüneburg |  |  |                                            |  |
| Ernesto Augusto di Brunswick-Lüneburg   |                               |                                            |                                 |  |  |       |  |  | Giorgio di Brunswick-Lüneburg |  |  |                                            |  |
|                                         |                               | Anna Eleonora di Assia-Darmstadt           | Luigi V d'Assia-Darmstadt       |  |  |       |  |  |                               |  |  |                                            |  |
|                                         |                               | Anna Eleonora di Assia-Darmstadt           | Luigi V d'Assia-Darmstadt       |  |  |       |  |  |                               |  |  |                                            |  |
|                                         |                               | Anna Eleonora di Assia-Darmstadt           | Maddalena di Brandeburgo        |  |  |       |  |  |                               |  |  |                                            |  |
| Giorgio I d'Inghilterra                 |                               | Anna Eleonora di Assia-Darmstadt           |                                 |  |  |       |  |  |                               |  |  |                                            |  |
|                                         |                               | Federico V del Palatinato                  | Federico IV del Palatinato      |  |  |       |  |  |                               |  |  |                                            |  |
|                                         |                               | Federico V del Palatinato                  | Federico IV del Palatinato      |  |  |       |  |  |                               |  |  |                                            |  |
|                                         |                               | Federico V del Palatinato                  | Luisa Giuliana d'Orange-Nassau  |  |  |       |  |  |                               |  |  |                                            |  |
| Sofia del Palatinato                    |                               | Federico V del Palatinato                  |                                 |  |  |       |  |  |                               |  |  |                                            |  |
|                                         |                               | Elisabetta Stuart                          | Giacomo I d'Inghilterra         |  |  |       |  |  |                               |  |  |                                            |  |
|                                         |                               | Elisabetta Stuart                          | Giacomo I d'Inghilterra         |  |  |       |  |  |                               |  |  |                                            |  |
|                                         |                               | Elisabetta Stuart                          | Anna di Danimarca               |  |  |       |  |  |                               |  |  |                                            |  |
| Sofia Dorotea di Hannover               |                               | Elisabetta Stuart                          |                                 |  |  |       |  |  |                               |  |  |                                            |  |
|                                         | Giorgio di Brunswick-Lüneburg | Guglielmo il Giovane di Brunswick-Lüneburg |                                 |  |  |       |  |  |                               |  |  |                                            |  |
|                                         | Giorgio di Brunswick-Lüneburg | Guglielmo il Giovane di Brunswick-Lüneburg |                                 |  |  |       |  |  |                               |  |  |                                            |  |
|                                         | Giorgio di Brunswick-Lüneburg | Dorothea di Danimarca                      |                                 |  |  |       |  |  |                               |  |  |                                            |  |
| Giorgio Guglielmo di Brunswick-Lüneburg | Giorgio di Brunswick-Lüneburg |                                            |                                 |  |  |       |  |  |                               |  |  |                                            |  |
|                                         |                               | Anna Eleonora di Assia-Darmstadt           | Luigi V d'Assia-Darmstadt       |  |  |       |  |  |                               |  |  |                                            |  |
|                                         |                               | Anna Eleonora di Assia-Darmstadt           | Luigi V d'Assia-Darmstadt       |  |  |       |  |  |                               |  |  |                                            |  |
|                                         |                               | Anna Eleonora di Assia-Darmstadt           | Maddalena di Brandeburgo        |  |  |       |  |  |                               |  |  |                                            |  |
| Sofia Dorotea di Celle                  |                               | Anna Eleonora di Assia-Darmstadt           |                                 |  |  |       |  |  |                               |  |  |                                            |  |
|                                         |                               | Alexandre II d'Esmier d'Olbreuse           | Alexandre I d'Esmier d'Olbreuse |  |  |       |  |  |                               |  |  |                                            |  |
|                                         |                               | Alexandre II d'Esmier d'Olbreuse           | Alexandre I d'Esmier d'Olbreuse |  |  |       |  |  |                               |  |  |                                            |  |
|                                         |                               | Alexandre II d'Esmier d'Olbreuse           | Marie Baudouin                  |  |  |       |  |  |                               |  |  |                                            |  |
| Éléonore d'Esmier d'Olbreuse            |                               | Alexandre II d'Esmier d'Olbreuse           |                                 |  |  |       |  |  |                               |  |  |                                            |  |
|                                         |                               | Jacquette Poussard de Vandré               | …                               |  |  |       |  |  |                               |  |  |                                            |  |
|                                         |                               | Jacquette Poussard de Vandré               | …                               |  |  |       |  |  |                               |  |  |                                            |  |
|                                         |                               | Jacquette Poussard de Vandré               | …                               |  |  |       |  |  |                               |  |  |                                            |  |
|                                         |                               | Jacquette Poussard de Vandré               |                                 |  |  |       |  |  |                               |  |  |                                            |  |